# Laila Pullinen
Laila Annikki Pullinen, från 1971 Pullinen-Ramsay, född 21 juli 1933 i Terijoki på Karelska näset i dåvarande Finland, död 4 november 2015 i Helsingfors, var en finländsk skulptör.
Laila Pullinen var det yngsta av tre barn till Tyyni Kostiainen och fänriken Paavo Pullinen (död 1941). Familjen evakuerades vid utbrottet av vinterkriget 1939 till Ylöjärvi nära Tammerfors. Hon växte senare upp i Villmanstrand och Lahtis. Hon började i tonåren studera teckning hos konstnärsgillet Lahden Taiteilijaseura i Lahtis. Laila Pullinen utbildade sig 1953–1956 i skulptur på Finlands konstakademis skola i Helsingfors för bland andra Lauri Leppänen och Eino Räsänen. 
Laila Pullinen vidareutbildade sig i Italien efter ett par arbetsår i Finland, och hade sin första separatutställning på Galleri Artek i Helsingfors 1958. Senare studerade hon också 1960 på Accademia di Belle Arti di Perugia i Perugia och 1961 för Pericle Fazzini (1913–1987) på Accademia di Belle Arti di Roma i Rom. Hon fick ett genombrott internationellt på Venedigbiennalen 1964.
Hon fick Pro Finlandia-utmärkelsen 1969 och erhöll 1995 professors titel.
Hon gifte sig 1971 med neurologen Carl Magnus Ramsay och de har en son, född 1972.

## Utmärkelser
- Riddare av Isabella den katolskas orden,  1968[2]
- Pro Finlandia-medaljen av Finlands Lejons orden,  6 december 1969[3]
- Kommendör av Arts et Lettres-orden,  1979[2]
- Finlands Röda Kors’ förtjänstmedalj i silver,  1988[2]
- Kommendörstecknet av Finlands Vita Ros’ orden,  6 december 2003[4]

[Redigera Wikidata]

## Offentliga verk i urval
- Östersjöns dotter, minnesmärke över Maila Talvio, 1971 i Mejlans i Helsingfors
- Arktiska Afrodite, 1972, Helsingfors
- En fånge, 1976, Vanda
- Blixtgatan, 1986, Uleåborg
- Poetens plats, 1989 i Hervanta i Tammerfors
- Solsken IV, 1994, Helsingfors
- Ikaros, 2012, Åbo
- Ett antal verk i Nissbacka gårds skulpturpark i Vanda